# イザベル・デ・ブラガンサ (1514-1576)
イザベル・デ・ブラガンサ（ポルトガル語：Isabel de Bragança, 1514年 - 1576年9月16日）は、ギマランイス公ドゥアルテの妃。

## 生涯
イザベルはブラガンサ公ジャイメ1世とレオノール・デ・グスマンの間の娘である。
1537年、イザベルはポルトガル王マヌエル1世とマリア・デ・アラゴン・イ・カスティーリャの息子であるギマランイス公ドゥアルテと結婚し、ギマランイス公妃となった。この結婚で3人の子女をもうけた。
- マリア（1538年 - 1577年） - 1565年、パルマ公アレッサンドロ・ファルネーゼと結婚
- カタリナ（1540年 - 1614年） - 1543年、ブラガンサ公ジョアン1世と結婚
- ドゥアルテ2世（1541年 - 1576年） - ギマランイス公